# 康斯坦丁·帕乌斯托夫斯基
康斯坦丁·格奥尔基耶维奇·帕乌斯托夫斯基（俄语：Константин Георгиевич Паустовский；1892年5月31日—1968年7月14日），又译保斯托夫斯基，俄国、苏联作家，以探索作家创作活动的《金蔷薇》一书著称。

## 早年
帕乌斯托夫斯基生于莫斯科，祖先是扎波罗热的哥萨克，但从曾祖时起就已以种地为生。他父亲在铁路上作统计员，性格上却是个“幻想家”，自尊心很强、性情急躁而善良，不能和上司和睦相处，使得帕乌斯托夫斯基家总是无法在一个地方定居。妈妈是个糖厂职工的女儿，处事果断乃至固执己见。
帕乌斯托夫斯基在乌克兰乡下和基辅长大，1902年进入基辅第一中学学习，喜欢读《万有文库》，从中了解到都德、狄更斯和塞万提斯等人的作品，对亚历山大·格林的海洋小说特别感兴趣，并认识了后来也成为著名作家的布尔加科夫。1906年帕乌斯托夫斯基的父亲突然辞去工作离家而去，家中只得靠变卖物品和他作家庭教师以维持生计。1909年父亲去世。

## 开始文学创作
帕乌斯托夫斯基最先喜欢创作诗歌，但随着年龄增长，发现自己写的诗徒具形式，改为通过小说来记录自己的生活经历。1911年是他在基辅第一中学的最后一个学期，他在《火光》杂志上发表了自己的第一个短篇小说《水上》。1912年他考入 基辅大学自然历史系。1914年转入莫斯科大学法律系。同年，第一次世界大战爆发，帕乌斯托夫斯基辍学，先当电车司机，后志愿参加医疗列车的救护队。1915年中他所在的医疗部队经过波兰和白俄罗斯撤退。在他的两个兄弟牺牲之后，他回到莫斯科的母亲身边。秋天起，他先后在叶卡捷琳诺斯拉夫和尤佐夫卡的冶金工厂当工人（今乌克兰的第聂伯罗彼得罗夫斯克和顿涅斯克）。1916年他在塔甘罗格锅炉厂当工人，后去塔甘罗格渔业合作社当渔业工人，并在那里写了第一部中篇小说《幻想家》。
1917年二月革命爆发后，他返回莫斯科担任记者。十月革命后留报社工作，常列席中央执行委员会会议，曾多次听到列宁的演说。后来他去基辅参加了红军,复员之后，他曾到敖德萨的《海员报》工作。与他同事的有后来成为著名作家和诗人的卡达耶夫、伊里夫、巴别尔、巴格里茨基等人。离开《海员报》后，他在罗斯塔斯社(塔斯社的前身)担任编辑。帕乌斯托夫斯基性好漫游，将漫游视作“到生活中去，熟悉生活，体验生活，理解生活的方式”，每次旅行之后都会写出作品。1925年，他的短篇小说集《相逢的船》出版，没有引起文坛的注意，之后的长篇小说《亮闪闪的云彩》也反响甚微。

## 创作成熟期
1932年他发表了中篇小说《卡拉-博加兹海湾》。当时苏联准备在黑海沿岸的卡拉博加兹戈尔湾兴建化工厂，这个融合了人类改造自然过程和当地的风土人情中篇符合了改造自然进行社会主义建设这一主旋律，轰动一时。1933年他响应高尔基写工厂史的号召，完成了传记小说《夏尔·朗赛韦的命运》，以一名拿破仑军队的军官被俄军俘获后，在一座重工业工厂内所度过的余生为主线，反映了这个工厂的历史。之后几年，他写了一系列传记作品，如描写俄罗斯风景画家伊萨克·伊里奇·列维坦和乌克兰诗人塔拉斯·舍甫琴科的同名小说。
1934年他发表了中篇小说《科尔希达》，描绘排干沼泽地的艰苦过程；两年后发表中篇小说《黑海》，主题同样是改造沼泽地的努力，这两部小说和《卡拉-博加兹海湾》一起组成了帕乌斯托夫斯基创作中的“南方”系列。1938年帕乌斯托夫斯基发表了由三篇小说组成的《北方故事》，构成了他创作中的“北方”系列，第一篇写十二月党人的起义，第二篇写十月革命，第三篇写现当代。
除了“北方”和“南方”系列以外，帕乌斯托夫斯基创作成熟期的代表作品是他的“梅晓拉”系列，包括有《森林的故事》《野蔷薇》《烟雨霏霏的黎明》等散文。梅晓拉是莫斯科东南远郊处一个遍布森林，有不少湖泊的地方。帕乌斯托夫斯基常住在这里的村子里，和当地质朴的俄罗斯人民打交道。他的“梅晓拉”系列淡化矛盾冲突，而是通篇洋溢着抒情气氛和诗的意境，描绘出大自然的风光美和当地俄罗斯人纯朴地心灵，即帕乌斯托夫斯基强调自己散文具有的“浪漫情调”。

## 《金蔷薇》与《一生的故事》
帕乌斯托夫斯基曾长期在高尔基文学院散文讲习班讲授写作技巧和心理学。后来他想将讲课内容写成题名《铁玫瑰》的一本书，但被蘇德戰爭打断。五十年代他重拾这一写作计划，将书易名为《金蔷薇》。1955年，苏联《十月》杂志第九和第十期连载了《金蔷薇》。同年出版了单行本。

“金蔷薇”一名来自集中首篇《珍贵的尘土》，《珍贵的尘土》讲述了一位退伍的老兵为了制作给心爱人的礼物，为作坊打扫灰尘，从灰尘中筛选出一粒粒金粉，最后打造成了一朵金蔷薇，但所爱的人已经把自己忘记的故事。帕乌斯托夫斯基在其中写道：
每一分钟，每一个在无意中说出的字眼，每一个无心的流盼，每一个深刻的或者戏谑的想法，人的心脏的每一次觉察不到的波动，一如杨树的飞絮或者夜间映在水洼上的星光—无不都是一粒粒金粉，我们文学家们，以数十年的时间筛取着数以百万计的这种微尘，不知不觉地把它们聚集拢来，熔成合金，然后将其锻造成我们的“金蔷薇”——中篇小说、长篇小说或者长诗。
《金蔷薇》共十九篇，通过抒情风格的散文和作家创作的轶事，讨论了想像的重要性，细节描写的功能，人物性格的逻辑性及灵感的由来等问题。帕乌斯托夫斯基自己将《金蔷薇》称为“中篇小说”，但也可以看作是一部总结作者创作经验，研究其他作家创作活动，探索文学创作问题的散文集。此后帕乌斯托夫斯基着手写作《金蔷薇》第二卷，进一步探讨散文的诗化、旅行对于创作的意义、虚构的意义、文学与生活的关系等问题，但未完成。
后期他的另一部重要作品是长篇自传体小说《一生的故事》，全书分为《遥远的岁月》（1946）《动荡不安的青年时期》（1954）《一个未知的时代的开始》（1956）《怀着巨大希望的时期》（1958）《投向南方》（1959-1960）《漫游的书》(1963)六部，反映了19世纪末直到20世纪30年代作者的经历，是作者对创作历程和道德、精神内容的思考、探索的总结。在《一生的故事》里一开头他还提到要写一部“虚构的自传”描写自己幻想中的一生，在全书结尾还强调了这一点，但也未能完成就离世了。

## 晚年
1950年代中期后，帕乌斯托夫斯基长住在塔鲁萨。他创作了一系列反思人与自然关系，号召保护森林的散文。他开始获得世界级的声誉，曾出国访问很多国家。1961年他创办了《塔鲁萨书页》杂志，这是少数摆脱当时的文学检查制度，刊登具有自由思想作家的作品的杂志，并介绍了一些由于历史原因不为俄罗斯人民所知的作家如伊凡·阿列克谢耶维奇·蒲宁，奥西普·曼德尔施塔姆等人，很快就被禁办。1966年2月，包括帕乌斯托夫斯基在内的25位苏联科学家与艺术家给苏联共产党第二十三次代表大会写信，反对重新赞颂斯大林的思潮，要求公开斯大林的错误和罪行。。去世后的1975年，志愿者们开始筹建在莫斯科帕乌斯托夫斯基文学博物馆，1987年对外开放。在塔鲁萨、敖德萨、旧克里米亚等地也有他的旧居博物馆。

## 家庭
- 第一位妻子：卡特琳娜·斯蒂潘诺夫娜·扎戈尔斯可娅，1914年帕乌斯托夫斯基充当医疗护士时相识，1916年结婚，之后长期居住在梁赞，1936年离婚[10]。
  - 帕乌斯托夫斯基和卡特琳娜有一子，瓦蒂姆·康斯坦丁诺维奇·帕乌斯托夫斯基（1925-2000），瓦蒂姆曾倾力于搜集其父母之间的书信和资料，去世前捐赠给莫斯科的帕乌斯托夫斯基博物馆。
- 第二位妻子：瓦莱里亚·瓦利泽夫斯基，是《投向南方》一书中玛丽的原型。
- 第三位妻子：提提亚娜·艾芙提瓦，梅耶诺德剧院的女演员。
  - 两人有一子，阿列克塞·康斯坦丁诺维奇·帕乌斯托夫斯基（1950-1976）

## 外在链接
- The Golden Tench and Good Luck Flower, (stories), from Such a Simple Thing and Other Stories, FLPH, Moscow, 1959. （英文）
- Konstantin Paustovsky bio, photos and works in Russian （页面存档备份，存于）
- 帕乌斯托夫斯基博物馆主页 （页面存档备份，存于）